# Прапор Делятина
Пра́пор Делятина — офіційний символ селища Делятин Надвірнянського району Івано-Франківської області. Затверджений 22 червня 2007 року рішенням сесії Делятинської селищної ради. 
Автор проєкту — А. Гречило.

## Опис
Квадратне зелене полотнище, на якому 10 білих соляних топок у 4 ряди (1:2:3:4), з верхнього краю відходять на чверть полотнища 4 білі клини. 

## Зміст
Основою для сучасних символів став сюжет із печаток міста з ХІХ століття. Соляні топки вказують на основну галузь, яка сприяла розвитку Делятина, а зелене поле підкреслює його розташування на межі Українських Карпат.